# Apeadero de Gouvinhas
El Apeadero de Gouvinhas es una infraestructura desactivada de la Línea del Duero, que servía a la localidad de Gouvinhas, en el ayuntamiento de Sabrosa, en Portugal.

## Historia
Esta plataforma se encuentra entre las Estaciones de Régua y Ferrão de la Línea del Duero, siendo este tramo abierto a la explotación el 4 de abril de 1880.